# DApps (децентралізовані додатки)
DApps (англ. decentralized applications) — децентралізовані додатки, які працюють у децентралізованих системах на зразок Ethereum чи Ethereum Classic. Особливістю роботи децентралізованих систем є те, що у таких системах кожен вузол системи (комп'ютер) здійснює обчислення, на відміну від централізованих та розподілених систем.
Децентралізовані додатки повинні задовольняти наступним вимогам::1-8
1. Вони повинні бути автономними та мати відкритий початковий код. Це означає, що будь-яка зміна у коді можлива лише за згоди всіх учасників системи і неможлива з ініціативи одного учасника системи, якому належить більшість токенів системи.
2. Протоколи роботи та дані децентралізовано зберігаються у зашифрованому вигляді у блокчейні.
3. Криптографічні токени використовуються для винагороди користувачів мережі та для доступу до мережі.
4. Токени генеруються за допомогою алгоритму, який заохочує користувачів робити внесок у систему.

## Приклади
- Augur[en] — ринок прогнозування
- Basic Attention Token — цифрова рекламна мережа
- CryptoKitties — гра побудована на блокчейні
- OmiseGO — платіжна платформа та децентралізований обмінник

## Каталоги DApps
- Dapp Store — це каталог популярних децентралізованих додатків. За допомогою Dapp Store користувачі можуть отримати доступ до понад тисячі Ethereum DApps.[5]
- State of the ÐApps [Архівовано 11 березня 2022 у Wayback Machine.] — неприбуткова організація, каталог децентралізованих проектів побудованих на блокчейні Ethereum.[6]
- DappRadar — це платформа що надає інформацію про всі DApp. Dapps можна сортувати за багатьма різними показниками, щоденними користувачами, щоденним обсягом тощо.[7]